# Paren s Marsa
Paren s Marsa (russisk: Парень с Марса) er en russisk spillefilm fra 2010 af Sergej Osipjan.

## Medvirkende
- Sergej Abroskin — Petja Starikov
- Ksenija Kutepova — Liza Prjalkina
- Angelina Mirimskaja — Julija
- Artjom Tkatjenko — Kolja
- Igor Tjernevitj — Kuzyk